# ماركوس ساندبيرغ
ماركوس ساندبيرغ (بالسويدية: Marcus Sandberg)‏ (7 نوفمبر 1990 في السويد - ) هو لاعب كرة قدم سويدي في مركز حراسة المرمى. شارك مع منتخب السويد تحت 19 سنة لكرة القدم ومنتخب السويد تحت 21 سنة لكرة القدم. أما مع النوادي، فقد لعب مع نادي غوتبورغ ونادي فوليرينغا ونادي ليونغسكايل.

## وصلات خارجية
- ماركوس ساندبيرغ على موقع اتحاد النرويج (النرويجية)
- ماركوس ساندبيرغ على موقع اتحاد السويد (السويدية)
- ماركوس ساندبيرغ على موقع قاعدة بيانات كرة القدم.إي يو (الإنجليزية)
- ماركوس ساندبيرغ على موقع Soccerway.com (الإنجليزية)